# Піркштейн
Піркштейн (чеськ. Pirkštejn) — замок у Чехії, в місті Ратай-над-Сазавою. Збудований в XIV ст. власником міста Генріхом Липським як резиденція і головна оборонна споруда Ратаю. Згадується в джерелах під 1346 роком. Пам'ятка культури Чехії (№ 46437/2-1157).

## Назва
- Піркштейн (чеськ. Pirkštejn) — чеська назва.
- Піркенштейн (нім. Pirkenstein) — німецька назва.
- Нижній замок (чеськ. Dolní hrad) — на противагу Верхньому, Ратайському.

## У культурі

### Відео-ігри
- 2018: Kingdom Come: Deliverance